# Centre de détention d'Ansar
Vous pouvez aider à l'améliorer ou bien discuter des problèmes sur sa page de discussion.
- Il ne cite pas suffisamment ses sources. Vous pouvez indiquer les passages à sourcer avec {{référence nécessaire}} ou {{Référence souhaitée}}, et inclure les références utiles en les liant aux notes de bas de page. (Marqué depuis décembre 2019)
- Il est orphelin : moins de trois articles lui sont liés. Aidez à ajouter des liens en plaçant le code [[Centre de détention d'Ansar]] dans les articles relatifs au sujet. (Marqué depuis décembre 2019)

- Archive Wikiwix
- Bing
- Cairn
- DuckDuckGo
- E. Universalis
- Gallica
- Google
- G. Books
- G. News
- G. Scholar
- Persée
- Qwant
- (zh) Baidu
- (ru) Yandex
- (wd) trouver des œuvres sur Wikidata

Le centre de détention d'Ansar est un centre de détention créé par l'armée de défense d'Israël lors de son occupation du sud du Liban. 
Il a ouvert ses portes le 14 juillet 1982 à la suite de l'invasion israélienne du Liban, et des milliers de Libanais et de Palestiniens y ont été faits prisonniers. La résistance libanaise a exigé les forces israéliennes de se retirer de Beyrouth et du Mont Liban, Sidon et Zahrani et les photos de la Bekaa occidentale, et terminé la fermeture des partisans détenus le 4 avril 1985[Quoi ?].

## Site des détenus
Le centre  a été créé par israéliens à l'est de la ville d'Ansar, dans le sud du Liban, qui est située à l'ouest de la ville de Nabatiyeh à une distance de 14 km. Et à l'est de la région d'Abu al-Aswad à une distance de 10 km, c'est-à-dire dans la région centrale entre Nabatiyeh, Saida et Tyr. 
L'armée de défense d'Israël ont installé ce camp de détention durant environ un mois après son occupation dans le sud du Liban, qui a commencé le 6 juin 1982, et l'a ouvert le 14 juillet 1982 sur un terrain sur lequel l'Organisation de libération de la Palestine avait établi un aéroport pendant la guerre civile libanaise. Cet aéroport a été utilisé pendant une courte période par les Palestiniens. Puis les Israéliens sont venus et l'ont utilisé comme aéroport logistique pendant l'invasion et l'ont transformé en camp dans lequel ils ont occupé le célèbre centre de détention pendant cette période. 
Au cours de la première étape de l'invasion israélienne lors de l'établissement de ce centre de détention, le plus grand nombre de détenus étaient ceux qui ont été arrêtés par les forces israéliennes des camps palestiniens au Liban, qui n'ont pas pu se fuir vers d'autres endroits, et le nombre était de quelques milliers, dont quelques centaines de Libanais arrêtés dans différentes circonstances. 
Le camp est divisé en sections de cinquante tentes de 3x3 mètres entourées de barbelés de 4 mètres de haut. Il a contenu jusqu'à 9 000 prisonniers. Selon d'autres sources, ce chiffre s'élève à 15 000 prisonniers libanais chiites. Six mois après l'ouverture du camp, le commandant est remplacé à cause de contrebande ainsi que de trafic humain. En février 1983, après une grève de la faim massive, plusieurs prisonniers sont abattus.

## Grande évasion
Le 8 août 1983, le détenu Atef al-Danaf, surnommé Tha'ir et membre du Parti social nationaliste syrien, a mené la grande désertion de la prison à la tête d'un ensemble de 30 détenus. 
Le plan d'évacuation qui a été planifié et dirigé par Atef al-Danaf était basé sur le creusement d'un tunnel de terre qui va de l'une des tentes à l'intérieur du camp vers l'extérieur. Vingt détenus se sont relayés pour faire tourner le tunnel, qui s'étendait sur 27 mètres de long et deux mètres et demi de profondeur, et a ensuite été appelé le « tunnel de la liberté ». Parmi les difficultés rencontrées par les détenus lors du travail du creusement du tunnel figurait l'interruption de l'oxygène et la présence de pierres et de roches solides. 

## Opération de la vallée d'enfer
À ce moment-là, les Israéliens étaient en train de réhabiliter le centre de détention d'Ansar après une opération d'évasion qui a eu lieu pendant cette période avant ce processus d'échange en creusant un tunnel de terre dans la prison où les camps étaient ouverts les uns aux autres. Après cette opération, les Israéliens ont déplacé les détenus vers ce qu'ils ont appelé la « Vallée de l'Enfer » et ont réhabilité la prison pour la diviser en camps séparés séparés par des barbelés et ont fait le terrain à partir de l'asphalte de plus de 20 cm d'épaisseur, leur ajoutant la même quantité dans le pays de chacun Tente[Quoi ?]. 
L'épaisseur de l'asphalte dans le sol de la tente est devenue au minimum 40 cm, et cela empêche toute idée de creuser un tunnel comme cela s'est produit la dernière fois. Lorsque le centre de détention a été achevé, les Israéliens ont travaillé pour renvoyer les détenus de l'endroit temporaire où ils ont placé "Hell Valley" dans le nouveau camp. En revanche, un groupe d'entre eux se composait de quatre jeunes Libanais qui avaient creusé dans le nouvel endroit un refuge à l'intérieur du pays et l'ont caché, espérant qu'ils le quitteraient après l'achèvement du processus de retour des détenus vers les nouveaux camps. 
Mais ce qu'ils n'ont pas pris en compte, c'est bien le fait que les Israéliens ont apporté les bulldozers Caterpillar D9 et D10 alors qu'ils creusaient des tranchées dans le sol, et le trou dans lequel les quatre jeunes hommes se cachaient s'est effondré. Ils ont rejoint le convoi des martyrs. Parmi eux se trouvaient le martyr Abbas Blita et le martyr Ibrahim Khadra.  

## Premier échange de prisonniers
Quelques jours après cette date, le 23 octobre 1983, le processus d'échange aura lieu et tous les détenus seront libérés. Le nouveau camp de prisonniers d'Ansar sera vidé de ses résidents prochainement pendant quelques jours... pour revenir et être rempli de nouveaux éléments... et ce qui a commencé par lui sera appelé (Ansar 2), de sorte que l'étape précédente sera appelée (Ansar 1). 
Le 23 novembre 1983, un échange de prisonniers a eu lieu entre l'Organisation de libération de la Palestine et les Israéliens, selon lequel les Palestiniens ont libéré un groupe de soldats capturés qui ont été capturés par l'OLP pendant l'invasion. En retour, les Israéliens ont libéré les détenus d'Ansar, qui à l'époque étaient au nombre de 4 700. 

## Stade de la prison d'Ansar 2
Le détenu d'Ansar 2 se distingue d'Ansar 1, en plus de sa nouvelle position, que les Israéliens voulaient en divisant les camps et en aplatissant ses terres avec de l'asphalte, brisant toute idée de s'échapper de cet endroit entouré de couches de fil de fer barbelé, qui était alternativement gardé par des soldats armés de leur équipement depuis leurs tours entourant tous les côtés des alentours.  
Une autre distinction pertinente réside dans la sélection des détenus. Au cours de la première phase d'Ansar, qui a commencé au cours du premier mois de l'occupation, les Israéliens ont prudemment rassemblé un grand nombre de personnes et étaient dans la grande majorité des Palestiniens affiliés aux diverses organisations. Ceux qui sont entrés dans le centre de détention d'Ansar 1 tard dans la journée de son ouverture étaient pour la plupart des Libanais, qui sont arrêtés en raison de la résistance à l'occupation. Le plus grand nombre a été détenu en raison de son affiliation et non en raison de son activité. C'est à cela que l'image d'Ansar différait. Le premier groupe dans lequel les Israéliens ont ouvert le centre de détention d'Ansar II faisait partie des Libanais arrêtés pour interrogatoire, accusés d'avoir participé à la résistance à l'occupation. Leur participation aux travaux de la résistance. Le plus grand nombre d'entre eux ont été arrêtés en raison de son activité et non en raison de son affiliation.  

## Division du centre de détention d'Ansar 2
À l'Est, le camp C3 était situé, au nord, le camp C4, qui était vide. À l'ouest de celui-ci se trouve le camp C2, qui était également vide, et le camp C5. Les détenus étaient répartis dans les quatre camps : C1, C3, C5 et C6.   
Les barbelés entouraient tous les camps et séparaient les camps les uns des autres par une route par laquelle les véhicules israéliens seraient transportés. À l'intérieur de chaque camp, il y avait une ligne blanche tracée sur l'asphalte, comme les lignes blanches étaient tracées sur les routes. Mais pour les détenus, cette ligne signifiait une balle de tireur d'élite mortelle. Les soldats ont été déployés au-dessus de hautes tours et équipés de tireurs d'élite, les yeux pointés vers la ligne blanche à l'intérieur de chaque camp, qui séparait les tentes des limites des barbelés, en ayant toujours les mains sur les fusils.